# 今井磯一郎

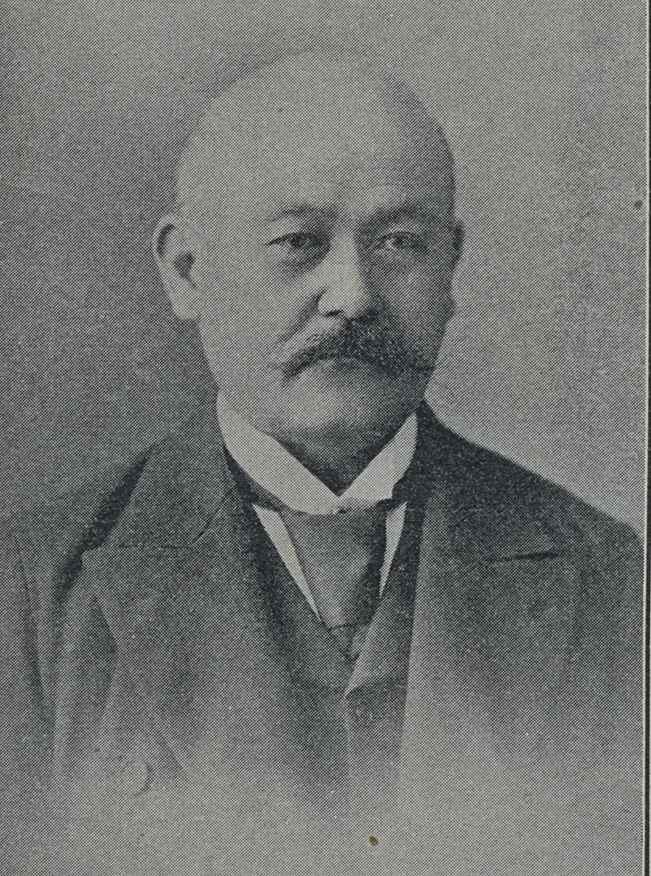
今井磯一郎

今井 磯一郎（いまい いそいちろう、1841年（天保12年1月）- 1909年（明治42年）9月10日）は、幕末から明治時代にかけての肥料商、政治家、実業家。衆議院議員（4期）。

## 経歴
三河国加茂郡、のちの愛知県西加茂郡平井村（高橋村、挙母市を経て現豊田市）に生まれる。生家は商業を営んだ。愛知県会議員に挙げられ三河分県論を主張。ほか、愛知県会常置委員、徴兵参事員、地方森林会議員、岡崎商業会議所会頭、岡崎米穀取引所理事長、三河電力社長などを歴任した。
1890年（明治23年）7月の第1回衆議院議員総選挙では愛知県第9区から出馬し当選。つづく第2回、第3回、第4回総選挙でも当選し衆議院議員を通算4期務めた。